# RELX
RELX — британская компания в области информации и аналитики. Образовалась в 1993 году в результате слияния британской компании Reed International и нидерландской Elsevier, до 2015 года называлась Reed Elsevier plc. Предоставляет доступ к своим обширным базам данных в научной, юридической и бизнесовой сферах, издаёт несколько журналов, крупный организатор выставок. В 2023 году заняла 653-е место в списке крупнейших публичных компаний мира Forbes Global 2000.

## История
Издательство Elsevier было основано в 1880 году в Нидерландах, первоначально выпускало литературный журнал и энциклопедию Winkler Prins. В конце 1930-х годов начала выпускать научную литературу и журналы, а в 1947 году — свой первый научный журнал на английском языке Biochimica et Biophysica Acta. После поглощения в 1979 году газетного издательства Nederlandse Dagbladunie была создана холдинговая компания Elsevier N.V. В 1980-х годах она начала расширять деятельность в США, покупая издателей научной и профессиональной литературы. В 1991 году за 440 млн фунтов было куплено британское издательство Pergamon Press.
Компания Reed была основана в 1894 году Альбертом Ридом. Вплоть до начала 1960-х годов компания была производителем газетной бумаги, но открытие этого рынка для иностранных компаний вынудила Reed расширить деятельность в производство обоев, красок, сантехники и других товаров, а в 1970 году поглотила своего крупнейшего клиента, International Publishing Corporation, одного из ведущих издателей газет и журналов в Великобритании, который испытывал финансовые затруднения; в связи с этим поглощением название компании было изменено на Reed International. В 1970-х и 1980-х годах компания сменила профиль, распродав промышленные активы, включая производство бумаги, и приобретая издателей газет, журналов и книг, а также несколько компаний по организации выставок. В 1984 году были проданы большинство газет, а в 1987 году было куплено крупное международное издательство Octopus Publishing. В 1991 году было куплено американское издательство Marquis Who’s Who.
В 1993 году произошло объединение Elsevier с Reed International; формально было создано совместное предприятие Reed Elsevier, которое контролировали две холдинговые компании, нидерландская и британская. В том же 1993 году за 1,5 млрд долларов была куплена американская компания LexisNexis, через интернет предоставлявшая юридическую и деловую информацию. В 1995 году компания продала подразделение потребительской печатной продукции, сосредоточившись на научных и профессиональных изданиях. Эти направления развивались новыми приобретениями в конце 1990-х годов, включая издателей научных журналов и научных баз данных.
В период с 2008 по 2018 год были проданы почти все принадлежавшие компании отраслевые журналы (около 300 наименований); в 2008 году реклама в таких журналах приносила половину выручки Reed Elsevier, а в 2018 году — менее 1 %. Среди проданных наименований были Variety, New Scientist, Flight International, Farmers Weekly, Publishers Weekly, Broadcasting & Cable.

## Деятельность
В начале 2000-х годов более 60 % выручки компании приходилось на печатную продукцию; в 2022 году более 80 % выручки приходилось на цифровую продукцию.
Подразделения по состоянию на 2022 год:
- Risk — оценка рисков в различных отраслях (страхование, деловые отношения и др.); 34 % выручки;
- Scientific, Technical & Medical — информация и аналитика в научной, технической и медицинской областях (научные базы данных, академические исследования, выпуск научной литературы); включает такие базы данных с платной подпиской, как ScienceDirect, Scopus и Mendeley, журналы The Lancet и Cell; 34 % выручки;
- Legal — юридическая информация и аналитика под брендом LexisNexis; 21 % выручки;
- Exhibitions — услуги по поиску деловых партнёров, в частности организация выставок (дочерняя компания RX — второй крупнейший организатор выставок в мире[7]); 11 % выручки.

Основными регионом деятельности являются Северная Америка, на неё приходится 60 % выручки, на Европу — 21 %, на остальные страны — 19 %.

## Критика
Компания, точнее её дочерняя структура Elsevier, подвергалась критике за то, что вместе с Springer Science+Business Media, John Wiley & Sons и Informa сформировала олигополию на рынке научных публикаций и получает сверхдоходы за счёт ограничения доступа к научной информации. Критика вылилась в бойкот её журналов со стороны авторов и рецензентов, отказе от подписки на журналы крупными научными библиотеками.